# Loys de Robersart
Louis de Robersart  ou Lewis  Robessart(en anglais) fut sire d’Escaillon, maintenant Écaillon, et de Bruille (département du Nord, région Nord-Pas-de-Calais). (1390 - 1430)

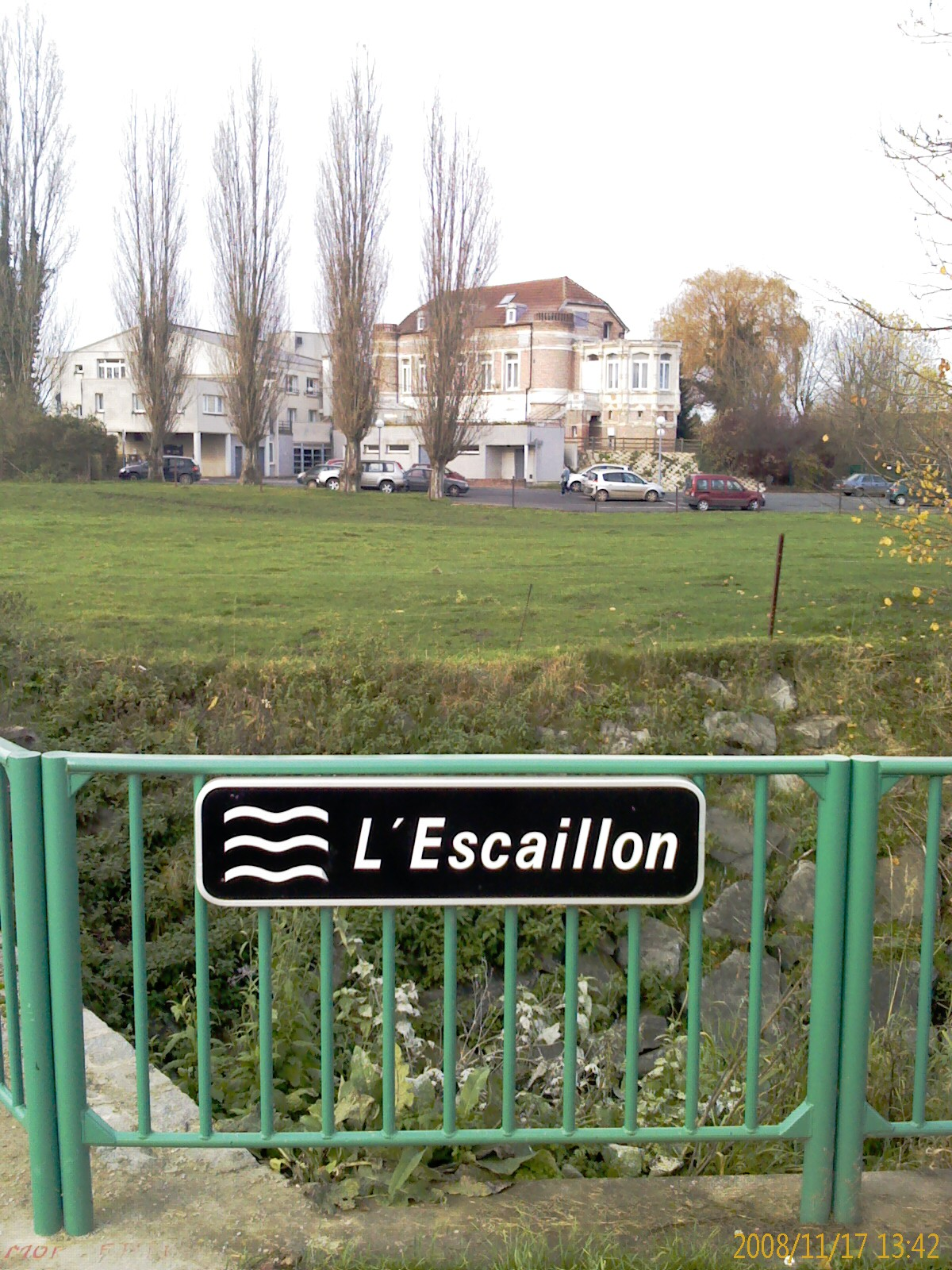
Château d'Ecaillon en 2008, actuellement maison pour personnes âgées antérieurement maison bourgeoise à tourelles bâtie fin XIX sur l'emplacement du château des sires d'Escaillon.

## Son nom et ses variantes
Il est nommé également dans différents ouvrages : Loeys de Robersart, Loeys de Roberssart, Lewis de Roberssart, Lewis Robersart, Lewis Robessart, Lord Bourchier, Louis de Robersart, Louis de Robsaert, Louis Robsart, Lewes Robsart, Baron Robsert, Lewes Robsart, Lodowick Robsart et Lewis Robert.

## Biographie
Frère de Jean de Robersart, Loys de Robersart est naturalisé anglais en 1416. Il prend part côté anglais à la guerre de Cent Ans. En 1415, il participe à la bataille d'Azincourt comme porte-drapeau.
Il sert de confident à Jacqueline de Bavière né au Quesnoy en 1401, veuve en premières noces du dauphin de France Jean de France (1398-1417). Loys de Robersart, habile courtisan et capitaine éprouvé, fait sa fortune auprès des Anglais. Admis parmi les proches d'Henri V d'Angleterre, il se rend en Grande-Bretagne afin d'ouvrir la voie à l'aventureuse princesse Jacqueline de Bavière qui par son entremise s'enfuit de Valenciennes à l'insu de sa mère, à cheval, accompagnée de quelques femmes, et se dirige escortée par Robsaert et par de nombreux hommes d'armes vers Calais. Là, elle prend la mer et passe le détroit. Elle débarque à Douvres, où elle est reçue par Humphrey de Lancastre, duc de Gloucester et frère cadet du roi Henri V d'Angleterre. En mai 1423, Jacqueline de Bavière épouse Humphrey de Lancastre, mais le couple divorce quelque temps après.
Louis de Robersart, en épousant l'héritière des Bourchier, Élisabeth (1394-1439) veuve en premières noces, devient le quatrième baron de Bourchier puis membre du parlement anglais sous le titre de Lord Bourchier.
Par son mariage, Lewis de Robesart devient également baron de Hausted Essex, le titre de Baron Bourchier of Hausted s'éteint à sa mort.
En 1417, Henry V d'Angleterre part à la conquête de la Normandie avec plus de 10 000 hommes. Loys de Robersart est nommé commandant à Caudebec-lès-Elbeuf. Chevalier de l’ordre de la Jarretière (no 135), il a la confiance du roi Henry V.
Le 13 août 1419, mandatement de Louis de Robersart général maître et enquêteurs des eaux et forêts du duché de Normandie pour paiement au duc[pas clair]. À ce titre, il obtient « la jouissance des droits, usages, franchises et libertés qu'ils avaient accoutumés de prendre en la forêt et ès rivières de Gournay-en-Bray ».
En 1420, après le traité de Troyes dont il fut l'un des négociateurs, il est convenu que Henry V d'Angleterre épousera Catherine, la fille de Charles VI de Valois et d'Isabeau de Bavière. Loys de Robersart est chargé par Henry V d'Angleterre d'aller à Troyes.
En janvier, le roi d'Angleterre l'envoie vers la veuve de Jean sans Peur, Marguerite de Bavière (1363-1423) « qui lui fit don d'un fermail d'or garni d'un gros balai, d'un saphir et de quatre perles rondes d'un grand prix ».
Il arrive à Troyes le 23 mars 1420 auprès de Catherine de Valois, future reine.
Il est chambellan du roi Henri VI d'Angleterre.
En novembre 1430, à la tête de 4 à 5 000 hommes, Jean Poton de Xaintrailles défit Jacques de Helly à Germigny le 20 novembre et Louis de Robersart à la tête lui de 4 à 500 hommes à Conty où il meurt,.
Sa tombe se trouve à l'abbaye de Westminster "At the eastern end of the north ambulatory, on the north side". Il est confirmé également que sa tombe se situe en l'abbaye de Westminster dans la chapelle Saint-Paul,, à droite de l'entrée de cette dernière.

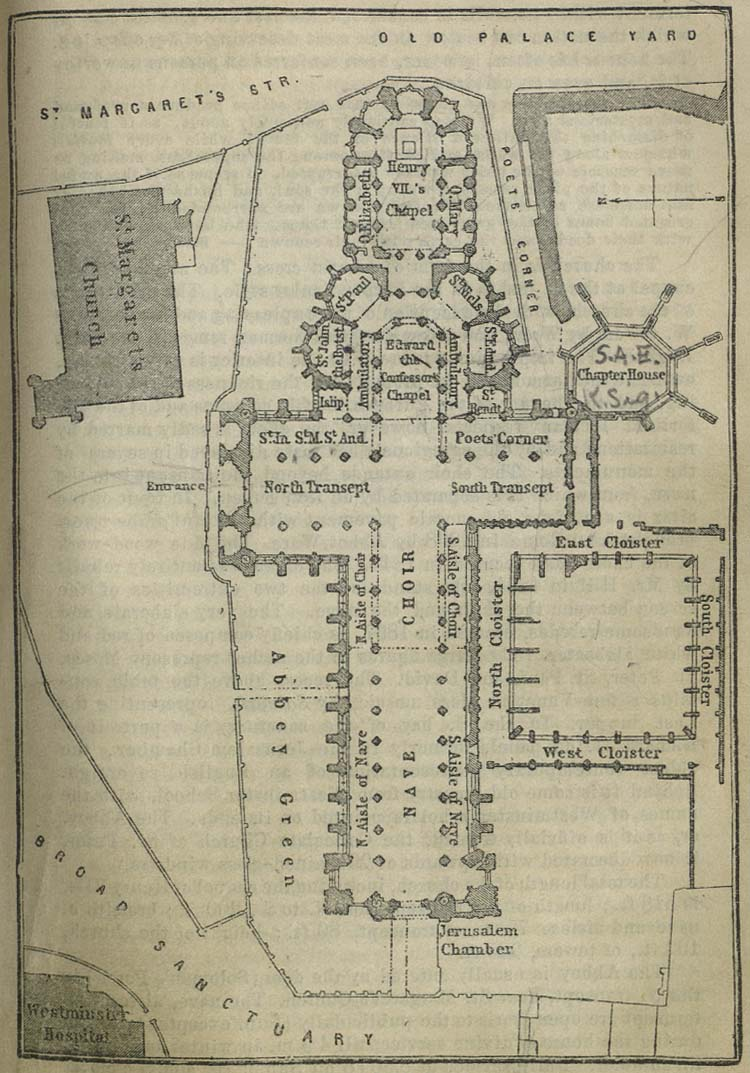
La tombe de Loys de Robersart Lord Bourchier se situe la première à droite dans la chapelle Saint-Paul de l'abbaye de Westminster.